# Fritz Stern
Fritz Richard Stern (Breslavia, 2 febbraio 1926 – New York, 18 maggio 2016) è stato uno storico tedesco naturalizzato statunitense.
Professore della Columbia University, è autore di numerosi libri tra cui The Politics of Cultural Despair (1961) e The Failure of Illiberalism (1972).